# Cartell katholischer Verbindungen
Cartell katholischer Verbindungen (CKV) war der Name mehrerer Zusammenschlüsse katholischer Studentenverbindungen an Landwirtschaftlichen oder Tierärztlichen Hochschulen, die später im Cartellverband der katholischen deutschen Studentenverbindungen aufgingen.

## Geschichte
An Landwirtschaftlichen und Tierärztlichen Hochschulen wurden seit dem Ende des 19. Jahrhunderts katholische farbentragende Studentenverbindungen gegründet. So wurde in Hannover 1887 die Saxo-Silesia Hannover gegründet, in Berlin 1895 die Germania Berlin und 1896 die Makaria Berlin, in Bonn 1896 die Alsatia Bonn, später Ascania Bonn, in München 1900 die Algovia München, in Hohenheim 1910 die Carolingia Hohenheim, und in Düsseldorf 1914 die Arminia Düsseldorf (später Asgard Köln).
Der Cartellverband schrieb damals seit seiner Gründung 1856 seinen Mitgliedsverbindungen das Maturitätsprinzip vor. Das hieß, dass alle Mitglieder einer Cartellverbindung das Abitur (Matura) haben sollten. Das Abitur war zu diesem Zeitpunkt zwingende Zugangsvoraussetzung für ein Studium an einer Universität, nicht jedoch an Landwirtschaftlichen und Tierärztlichen Hochschulen. Dementsprechend konnten auch nur Verbindungen an einer Universität im Cartellverband Mitglied werden.

### Erstes Cartell katholischer Verbindungen an Landwirtschaftlichen Hochschulen
Am 8. Juni 1896 schlossen sich Germania Berlin, Makaria Berlin und Saxo-Silesia Hannover zum Cartell katholischer Verbindungen an Landwirtschaftlichen Hochschulen zusammen. Diese Verbindungen waren sowohl an der Landwirtschaftlichen als der Tierärztlichen Hochschule ihrer Stadt vom Senat genehmigt worden.
Später im Jahr stieß die Alsatia Bonn zu diesem Cartell, musste sich jedoch noch im selben Jahr sistieren. Das Cartell katholischer Verbindungen wurde 1899 vom Cartellverband der katholischen deutschen Studentenverbindungen insgesamt als ein befreundetes Cartell angesehen. Auf Grund des Austrittes 1900 von Germania Berlin und Saxo-Silesia Hannover wegen interner Konflikte wurde das CKV am 11. Juni 1900 als aufgelöst betrachtet.

### Cartell katholischer Verbindungen an Tierärztlichen Hochschulen
Der Wunsch, wieder in ein Cartellverhältnis einzugehen, führte dazu, dass sich Makaria Berlin, Saxo-Silesia Hannover und Algovia München am 14. April 1901 zum Cartell katholischer Verbindungen an Tierärztlichen Hochschulen zusammenschlossen.
Bald übernahmen aber die Verbindungen das Abitur als Voraussetzung für Mitgliedschaft. 1903 wurden Makaria Berlin und Saxo-Silesia Hannover dann auch als freie Vereinigung, jedoch nicht als Vollmitglieder des Cartellverbandes anerkannt. Auf Grund des Austrittes von Algovia München wurde das Cartell katholischer Verbindungen 1905 als aufgelöst betrachtet.
1907 wurden Makaria Berlin und Saxo-Silesia Hannover als Vollmitglieder in den Cartellverband aufgenommen, 1924 auch Algovia München.

### Zweites Cartell katholischer Verbindungen an Landwirtschaftlichen Hochschulen
Am 5. Juli 1902 schlossen sich Germania Berlin und Ascania Bonn zu einem Cartell zusammen. Am 2. Juli 1911 stieß die Carolingia Hohenheim dazu. Das Cartell wurde dann umbenannt in Cartell katholischer Verbindungen an Landwirtschaftlichen Hochschulen.
Am 25. Juli 1914 schloss sich Arminia Düsseldorf dem Cartell an. 1919 nahm man Beitrittsverhandlungen mit dem Cartellverband der katholischen deutschen Studentenverbindungen auf.
Das CKV bestand bis zur freiwilligen Auflösung 1920. Germania Berlin und Asgard Köln wurden dann Vollmitglieder im Cartellverband, 1921 folgte Ascania Bonn und 1923 Carolingia Hohenheim.
Ein vergleichbarer Zusammenschluss an ebenfalls nicht dem Maturitätsprinzip entsprechenden technischen Hochschulen war der Starkenburger Cartellverband.